# Chatchai Budprom
Chatchai Budprom (taj. ฉัตรชัย บุตรพรม, ur. 4 lutego 1987 w Kamphaeng Phet) – tajski piłkarz grający na pozycji bramkarza. Od 2019 roku jest zawodnikiem klubu BG Pathum United.

## Kariera piłkarska
Swoją karierę piłkarską Budprom rozpoczął w klubie Osotspa. W 2007 roku podjął treningi w Nakhon Sawan i w tamtym sezonie zadebiutował w nim w rozgrywkach First Division. W 2010 roku wrócił do klubu Osotspa i występował w nim do końca sezonu 2016.
W 2017 roku Budprom został piłkarzem klubu Chiangrai United. Zadebiutował w nim 15 listopada 2017 w przegranym 1:3 wyjazdowym meczu z Police Tero. W 2017 i 2018 roku zdobył z Chiangrai United dwa Puchary Tajlandii.
W 2019 Budprom przeszedł do BG Pathum United.
| Sezon | Klub                     | Kraj      | Rozgrywki      | Mecze | Gole |
| ----- | ------------------------ | --------- | -------------- | ----- | ---- |
| 2007  | Nakhon Sawan             | Tajlandia | First Division | ?     | 0    |
| 2008  | Nakhon Sawan             | Tajlandia | First Division | ?     | 0    |
| 2009  | Nakhon Sawan             | Tajlandia | First Division | ?     | 0    |
| 2010  | Osotspa                  | Tajlandia | Premier League | ?     | 0    |
| 2011  | Osotspa                  | Tajlandia | Premier League | ?     | 0    |
| 2012  | Osotspa                  | Tajlandia | Premier League | ?     | 0    |
| 2013  | Osotspa                  | Tajlandia | Premier League | 27    | 0    |
| 2014  | Osotspa                  | Tajlandia | Premier League | 13    | 0    |
| 2015  | Osotspa Samut Prakan     | Tajlandia | Premier League | 29    | 0    |
| 2016  | Super Power Samut Prakan | Tajlandia | Premier League | 19    | 0    |
| 2017  | Chiangrai United         | Tajlandia | Premier League | 1     | 0    |
| 2018  | Chiangrai United         | Tajlandia | Premier League | 29    | 0    |

## Kariera reprezentacyjna
W reprezentacji Tajlandii Budprom zadebiutował 14 listopada 2012 roku w wygranym 5:0 towarzyskim meczu z Bhutanem. W 2019 roku powołano go do kadry na Puchar Azji.